# 성남동 (대전)
성남동(城南洞)은 대전광역시 동구에 속한 법정동 및 행정동이다. 동쪽으로는 가양1동 접하고, 서쪽으로는 홍도동과 접하며, 남쪽으로는 삼성동과 접하고, 북쪽으로는 용전동과 경계를 나눈다. 대전천, 대동천, 가양천이 합류하는 지점에 위치하며, 멀리 식장산과 계족산이 보이고, 경부고속도로로 진입하는 길목 에 위치한 교통이 편리한 지역이다. 전형적인 서민 거주 주택 밀집지역이었으나 성남1구역, 성남3구역, 구성지구 등 재개발 및 주거환경 개선사업을 통해 많은 발전이 기대되는 지역이다.

## 연혁
- 백제시대 우술군
- 신라시대 비풍군
- 고려시대 초기 회덕현
- 1018년 고려 현종 9년 공주부
- 1413년 조선 태종 13년 공주군 산내면
- 1895년 조선 고종 32년 회덕군 외남면 성남동리, 신대리(새터)라고 불림
- 1914년 일제시대 행정구역 개편 때 대전군 외남면 연효리
- 1935년 11월 1일 대전군 대전읍이 대전부로 승격되면서, 대덕군 외남면에 편입
- 1940년 대전부 구역 확장에 따라 대전부에 편입되어 성남정
- 1946년 일제식 동명변경에 의하여 대전부 성남동
- 1970년 7월 1일 분동되어 성남1동과 성남2동으로 행정동을 설치하게 되었다.
- 1989년 1월 1일 대전시가 직할시로 승격되면서 대전직할시 동구 성남1동,성남2동
- 1995년 대전광역시 동구 성남1동, 성남2동
- 2008년 9월 1일 성남동으로 통합[2]

## 교육
- 대전성남초등학교

## 주거
| 단지명              | 시행사           | 건설사         | 주소                  | 입주        | 비고                        |
| ------------------- | ---------------- | -------------- | --------------------- | ----------- | --------------------------- |
| 석촌마을 주공       | 대한주택공사     | 계룡건설산업   | 동구 우암로 186       | 2000년 7월  | 합숙소지구 주거환경개선사업 |
| 효촌마을 주공       | 대한주택공사     | 국제종합토건㈜ | 동구 계족로368번길 11 | 2003년 6월  | 성남2지구 주거환경개선사업  |
| 대전구성 LH스마트뷰 | 한국토지주택공사 | 한신공영       | 동구 성남로 15        | 2011년 12월 | 구성1지구 주거환경개선사업  |